# Mojorembun (Rejoso)
Mojorembun is een bestuurslaag in het regentschap Nganjuk van de provincie Oost-Java, Indonesië. Mojorembun telt 3644 inwoners (volkstelling 2010).